# Eden (Nowy Jork)
Eden – miasto w Stanach Zjednoczonych, w stanie Nowy Jork, w hrabstwie Erie.